# Seven Up
Seven Up is een album uit 1973 van de Duitse krautrockgroep Ash Ra Tempel. Het is het derde album van de band en werd opgenomen met de Amerikaanse psycholoog en drug-adept Timothy Leary. Het album verscheen in 1973 op het label Ohr/Die Kosmischen Kuriere.
Het album werd opgenomen in Zwitserland, waar Timothy Leary een onderkomen had gevonden nadat hij in Amerika uit de gevangenis was ontsnapt. Rolf-Ulrich Kaiser, producer van Ash Ra Tempel, raakte in de ban van Leary en zocht hem meermaals op in Zwitserland. Ash Ra Tempel besloot een album te maken met Leary, die met de Engelse schrijver Brian Barritt de teksten schreef. Na voorbereidend werk trok de band naar Zwitserland, omdat het risico voor Leary te groot was om naar Berlijn te reizen. De opnamen vonden plaats in Bern in augustus 1972. Barritt zou met de albumnaam Seven Up op de proppen gekomen zijn toen een fles 7Up waarin iemand LSD had gedaan rond ging. Het album werd daarna gemixt in de studio van Dieter Dierks in de buurt van Keulen. Omdat Leary Zwitserland niet kon verlaten, was Barritt aanwezig tijdens het mixen. Een stuk van het eerste nummer bleek leeg en moest opnieuw opgenomen worden. Een lokale zangeres, Portia Nkomo, werd gevraagd voor de zang.

## Tracks
1. "Space" - 16:03
  - I. Downtown
  - II. Power Drive
  - III. Right Hand Lover
  - IV. Velvet Genes
2. Time - 21:15
  - I. Timeship
  - II. Neuron
  - III. SHe

## Bezetting
- Hartmut Enke - Bas, gitaar, elektronica
- Manuel Göttsching - Gitaar, elektronica
- Timothy Leary - Zang

Aanvullend
- Brian Barritt - Zang
- Liz Elliott - Zang
- Bettina Hohls - Zang
- Portia Nkomo - Zang
- Micky Duwe - Zang, fluit
- Steve A. - Orgel, Elektronica
- Dietmar Burmeister - Drums
- Tommie Engel - Drums
- Dieter Dierks - Synthesizer